# Jimeneziella
Jimeneziella is een geslacht van hooiwagens uit de familie Minuidae.
De wetenschappelijke naam Jimeneziella is voor het eerst geldig gepubliceerd door Avram in 1970. 

## Soorten
Jimeneziella omvat de volgende 2 soorten:
- Jimeneziella decui
- Jimeneziella negreai